# ウラディミール・グセフ
ウラディミール・ニコライエヴィッチ・グセフ（Vladimir Nikolayevich Gusev、1982年7月4日 - ）は、ロシア、ニジニ・ノヴゴロド出身の自転車競技（ロードレース）選手。ロシア語表記名は、Владимир Николаевич Гусев。

## 経歴
2000年
- ジュニア世界選手権・個人ロードレース2位。

2003年
- 国内選手権・個人タイムトライアル(ITT)優勝。

2004年、チームCSCと契約を結んでプロに転向した。
2005年
- 2度目の国内選手権・ITT優勝。

2006年、ディスカバリーチャンネルに移籍。
- ザクセン・ツアー 総合優勝
- ドイツ・ツアー 区間1勝
- ジャパンカップサイクルロードレースでは3位に入った。

2007年
- 3度目の国内選手権・ITTを制覇。
- ツール・ド・ベルギー 区間1勝（第3）、総合優勝。
- ツール・ド・スイスでは山岳賞を獲得。
- 世界選手権・ITTでは6位に入った。

2008年、アスタナ・チームに移籍。
- 4度目の国内選手権・ITTを制覇
- ツアー・オブ・ソチ 総合優勝
- 同年7月25日、ドーピング検査において異常値が出たことに関し、アスタナから同年シーズン一杯の出場禁止処分が下された[1]。

その後所属チームの無い状態が続いていたが、2010年、チーム・カチューシャと契約しレース復帰を果たした。
- 国内選手権・ITT 優勝。
- ブエルタ・ア・エスパーニャ総合17位。

2011年
- E3プライス・フラーンデレン 3位

2012年
- バイエルン一周 総合3位